# Mikael Olrik
Mikael Olrik (født 1942) er en dansk arkitekt og billedkunstner.
Han er uddannet som arkitekt på Kunstakademiet og har fortrinsvis arbejdet med bygningsplanlægning, programmering i forbindelse med arkitektkonkurrencer samt offentlige udbud inden for statslige byggerier, bl.a. Statens Museum for Kunst, Filmhuset, Nordsø Akvariet, Det kongelige Bibliotek, Det kongelige Teater, Ordrupgaard og Moesgård Museum. Desuden har han været en central skikkelse i forskningsprojektet "Rum, Form, Funktion", der beskæftigede sig med de fysiske forudsætninger for læring set i et fremtidigt perspektiv.
Som billedkunstner har Mikael Olrik sideløbende med sit arkitektvirke været bosat i længere perioder i Provence, hvor han malede landskabet og landsbyerne. Efter et længerevarende ophold i New York i 2008 skiftede hans motivunivers fra Sydeuropas glød til metropolens menneskeskabte landskab, som han med udgangspunkt i sin arkitektbaggrund skildrer fra gadeplanet, eller i fugleperspektiv, ofte når dagslyset svinder og det kunstige lys tændes i byens utallige vinduer.
Olriks bog om New York "Walks in my New York - A Story in Paintings, Photographs and Text" er udkommet i USA på forlaget Arcadia. Bogen er en skildring af metropolens mange og ofte mere ukendte sider, set gennem en arkitekts og billedkunstners øjne.
Olrik er far til sexologen og iværksætteren Jakob Olrik, og han er gudfar til Cecilie Olrik.